# Soběchleby
Soběchleby (in tedesco Sobiechleb) è un comune della Repubblica Ceca facente parte del distretto di Přerov, nella regione di Olomouc.